# Knez Mihailova ulica
Knez Mihailova ulica, službeno Ulica kneza Mihaila, je pješačka zona i trgovačko središte Beograda.
Zakonom je zaštićena kao jedan od najstarijih i najvrjednijih gradskih spomeničkih prostora u Beogradu, s nizom reprezentativnih zgrada i građanskih kuća nastalih krajem 70-ih godina 19. stoljeća. Smatra se, da je još u vrijeme Rimljana ovdje bilo središte naselja Singidunum, a u vrijeme Turaka na ovom području krivudale su ulice s vrtovima, česmama i džamijama. 
Sredinom 19. stoljeća ovdje je u gornjem dijelu bio vrt kneza Aleksandra Karađorđevića. Nakon izrade regulacijskog plana Beograda, koji je 1867. izradio Emilijan Josimović, ulica je brzo izgrađena i dobila svoju fizionomiju i sadržaj. U njoj se grade kuće i nastanjuju najutjecajnije i najbogatije obitelji trgovačkog i političkog Beograda. Godine 1870., gradska uprava je i službeno krstila ulicu dajući joj ime - ulica Kneza Mihaila po Mihailu Obrenoviću.